# Reserva indígena Murunahua
La Reserva Indígena Murunahua es un área de protección en Perú para pueblos indígenas en situación de aislamiento y contacto inicial. Tiene una superficie de 470,305 ha. Su Plan de Protección se aprobó mediante Resolución Ministerial Nª 453-2016-MC el 28 de noviembre de 2016.
Se encuentra ubicada en los distritos de Yurúa y Antonio Raymondi, provincia de Atalaya en Ucayali. El objetivo de la reserva es proteger los derechos, hábitat y condiciones de los pueblos indígenas en situación de aislamiento Murunahua, Chitonahua y Mashco Piro y el pueblo indígena en situación de contacto inicial Amahuaca. Fue creada como Reserva Territorial en 1995. En el 2016 se convierte en reserva indígena.
La reserva indígena se encuentra en el área de amortiguamiento del Parque nacional Alto Purús.